# جو هیل (نویسنده)
 جو هیل (انگلیسی: Joe Hill؛ زادهٔ ۴ ژوئن ۱۹۷۲) یک نویسنده اهل ایالات متحده آمریکا است.